# 莱德陨石坑
莱德陨石坑(Ryder)是月球背面南半球一座小撞击坑，其名称取自美国地质学家及月面学家格雷厄姆·赖德(Graham Ryder，1949年-2002年)，2006年被国际天文学联合会正式批准接受。

## 描述

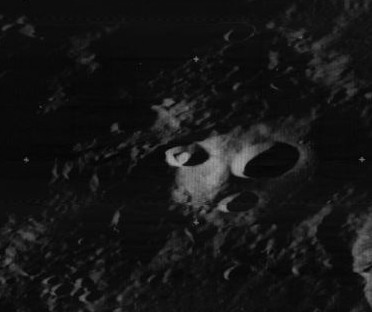
月球轨道器3号拍摄的图像(中间是莱德陨石坑)

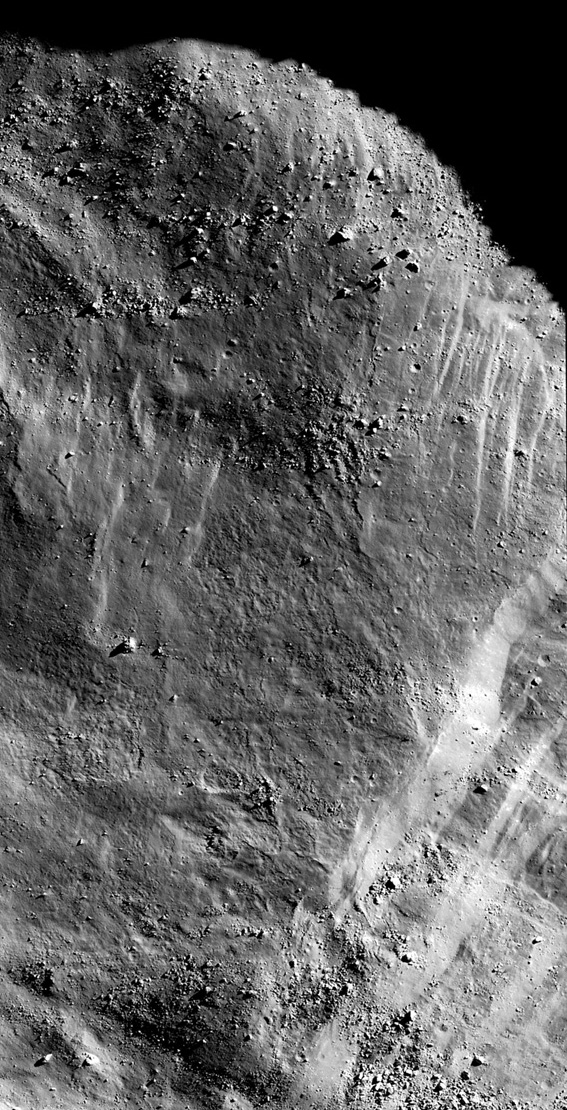
莱德陨石坑中的岩石层，月球勘测轨道飞行器拍摄。

该陨坑西侧毗邻洛希环形山和泡利环形山；东北偏北靠近拉姆齐环形山；科赫环形山位于它的东北偏东；东南偏东坐落着克罗科环形山；而采拉斯基环形山则横亘在南面，该陨坑的中心月面坐标为43°52′S 143°18′E / 43.87°S 143.3°E，直径15.6公里，深度为2.7公里。
莱德陨石坑坐落在洛希环形山和泡利环形山东侧的高反照率地层区，位于一座更大更古老的无名坑残骸东侧。该陨坑外观略呈卵状，这主要形成于斜向撞击。陨坑东部是一处连续的碎地壳区，其岩层清晰可辨。很显然，这些碎岩来自坑壁和坑壁弯曲部崩塌剥离的岩石。这是月球上为数不多的可清楚地看到月壳层露头的陨坑之一，因此，它极大地引起了人们对此作进一步研究的兴趣。